# Salom (Yaracuy)
Pour les articles homonymes, voir Salom.
Salom est la capitale de la paroisse civile de Salom de la municipalité de Nirgua dans l'État d'Yaracuy au Venezuela.